# Friedrich Thön
Friedrich Thön (* 1559 in Regensburg; † nach 1610, wahrscheinlich aber erst nach 1620) war ein Bildhauer der Renaissance, der überwiegend in Ober- und Niederösterreich tätig war.

## Leben
Friedrich Thön wurde in Regensburg geboren, wo er zwischen 1571 und 1576 beim Bildhauer Hans Pötzlinger († 1603 in Klosterneuburg) ausgebildet wurde. Ab etwa 1583 bis nach 1610 ist er in Grieskirchen in Oberösterreich als „Bürger und Bildhauer“ nachgewiesen und betrieb dort eine florierende Bildhauerwerkstätte. Bei dem vor 1660 verstorbenen Friedrich Thenn, Thener oder Thein, Bildhauer aus Grieskirchen und Mitglied des Inneren Rates dürfte es sich um ihn selbst oder einen gleichnamigen Sohn handeln, dessen Witwe Elisabeth (* 1584/85) am 18. Jänner 1660 in Regensburg begraben wurde. 

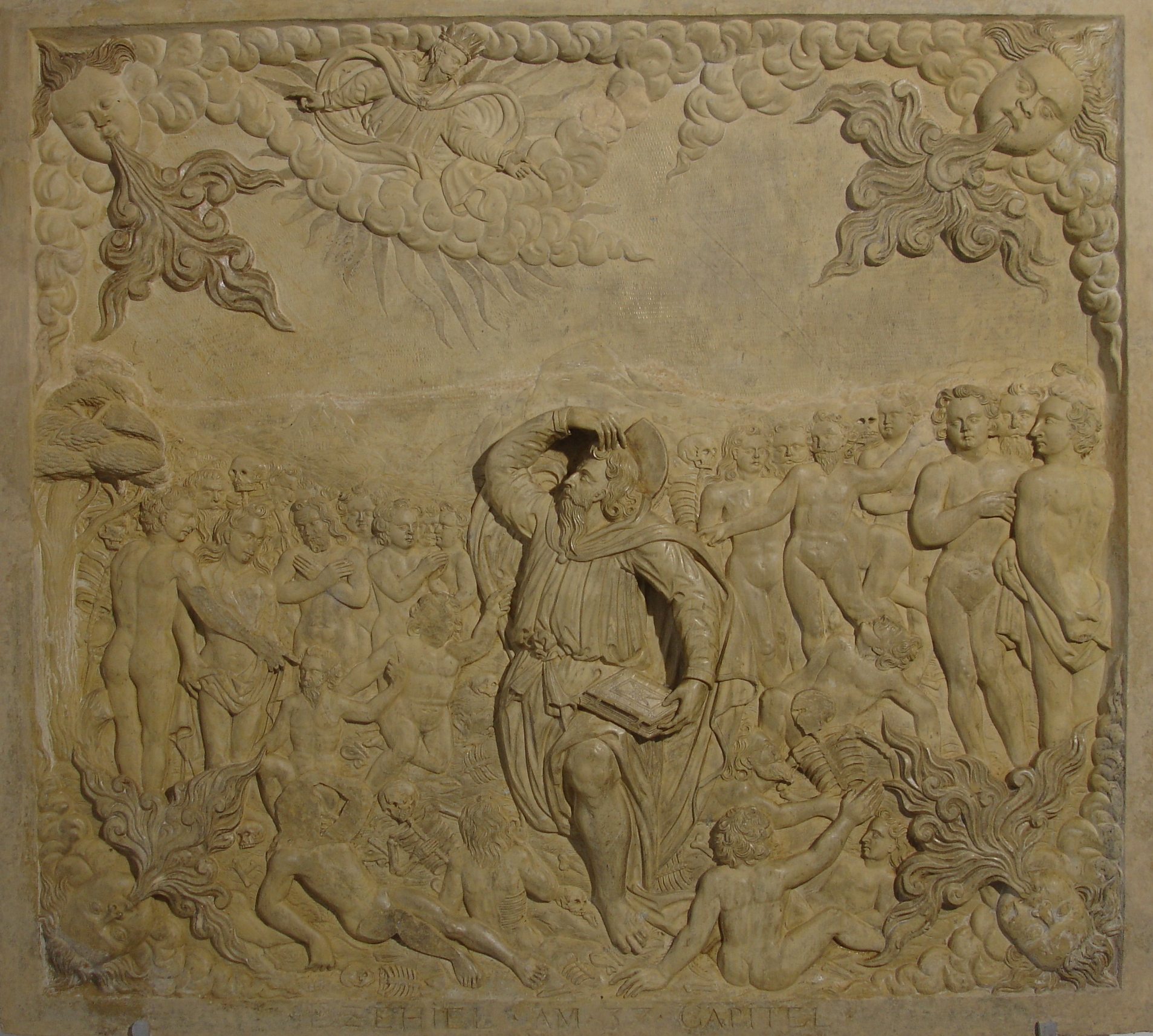
Fragment des Epitaphs von Hans Christoph Geymann in der Pfarrkirche Gallspach

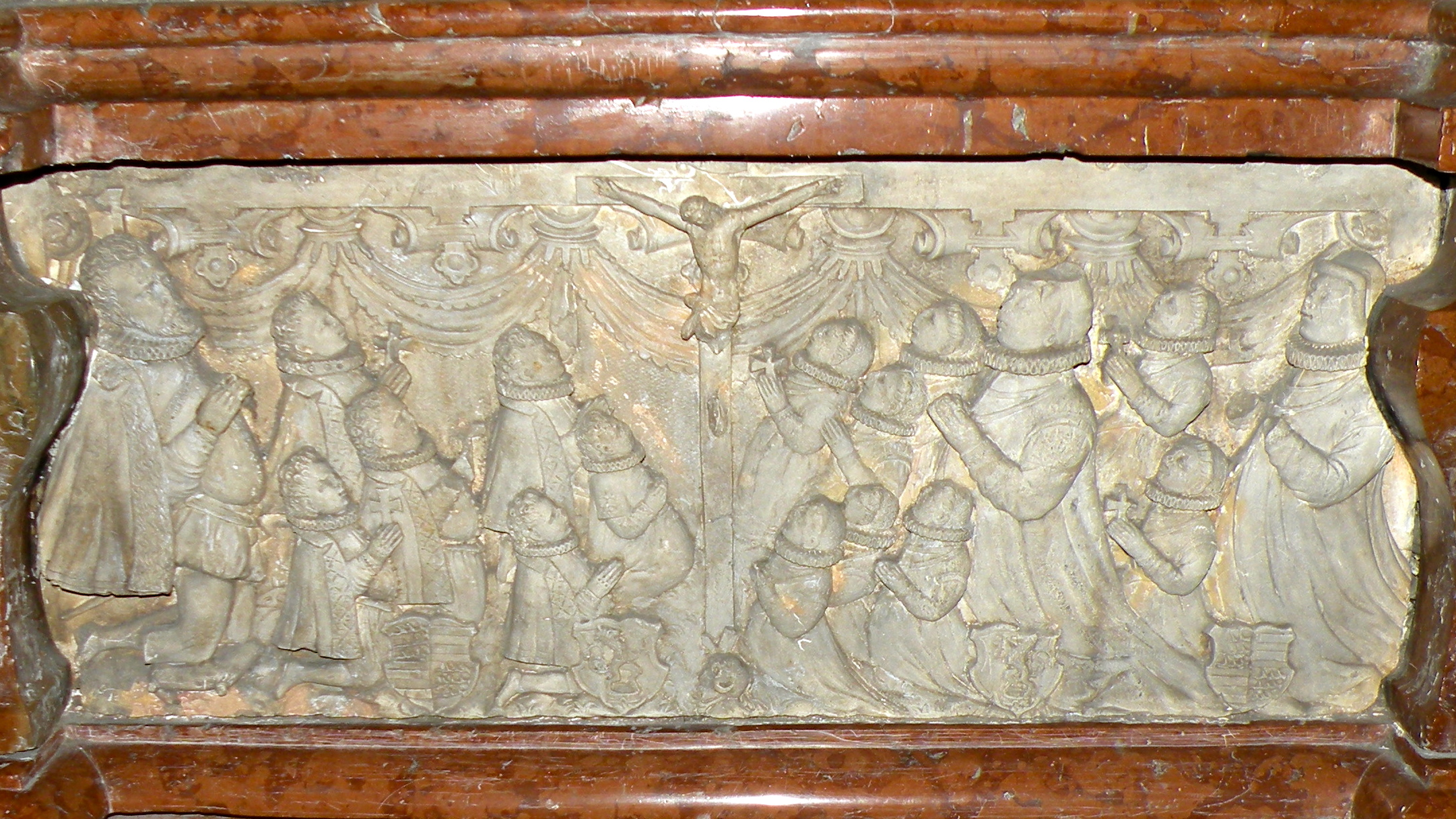
Lorenz Schütters Epitaph in der Pfarrkirche Münzbach, Ausschnitt mit Familiendarstellung

## Künstlerisches Schaffen
Thön war ein Meister der Reliefkunst, der seine adelige, protestantische Kundschaft mit künstlerisch hochwertigen Epitaphien belieferte. Neben den signierten Grabdenkmälern für Georg Wolfgang von Tannberg († 1582) und Hans Adam Jörger († 1591) in Sankt Georgen bei Grieskirchen wird ihm und seiner Werkstätte eine große Anzahl weiterer Grabmäler zugeschrieben, z. B. in Aistersheim (Achaz [† 1603] und Katharina Hohenfeld [† 1608]), Altmünster (Gotthard [† 1584] und Apollonia Schärffenberg [† 1587]), Eferding, Gallspach (Hans Christoph Geymann † 1600), Garsten (Georg Achaz Losenstein † 1597), Grieskirchen (Sigmund [† 1598] und Potentiana Polheim [† 1582]), Münzbach (Lorenz Schütter † 1599), Schleißheim bei Wels (Andreas Gruenthaler † 1597; Hans Dietmar [† 1597] und Magdalena Gruenthaler [† 1595]), Stadlkirchen bei Dietach (Georg Neuhaus † 1593), Steyr (Wolf Pfefferl † 1597) u. a. Viele biblische Themen seiner Reliefs hatten als Vorlage Abbildungen aus der 1564 in Frankfurt am Main erschienenen Bibel von Johann Bocksberger und Jost Amman. Häufige Motive waren die „Auferstehung der Toten“ nach der Vision des Propheten Ezechiel (Hesekiel), „Moses und Paulus“ als Verkünder des alten und neuen Glaubens, die „Auferstehung Christi“, die „Abendmahlsdarstellung“ sowie die „Anbetung des Christkindes“.